# Carya laciniosa
Caryer lacinié
Pour les articles homonymes, voir Noyer (homonymie).
Espèce
Synonymes
- Hicoria laciniosa (F. Michx.) Sarg.[1]
- Hicoria laciniosa (F.Michx.) Sarg.[2]
- Juglans laciniosa F. Michx.[1]
- Juglans laciniosa F.Michx.[2]

Répartition géographique
Le Caryer lacinié, Carya laciniosa, est une espèce d’arbres de la famille des Juglandaceae, originaire d'Amérique du nord et cultivée pour son bois et ses noix comestibles.